# Elecciones estatales de Renania-Palatinado de 1947

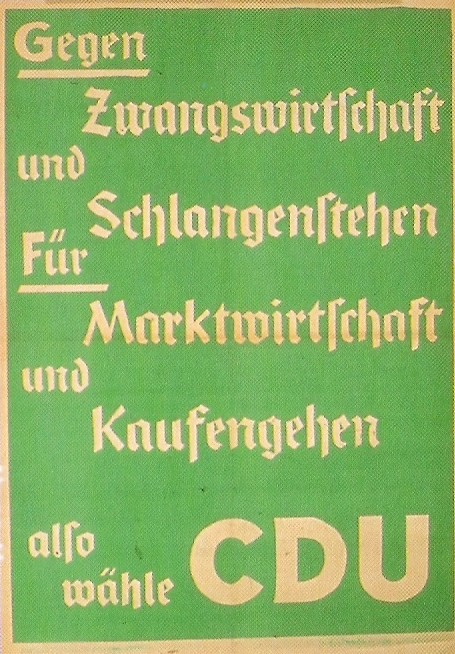
Cartel electoral de la CDU en la campaña electoral estatal de 1947: Contra la economía forzada.

El 18 de mayo de 1947, se celebraron elecciones para la primera legislatura del Landtag de Renania-Palatinado. Se formó un gobierno de todos los partidos bajo el primer ministro Peter Altmaier (CDU). El 21 de septiembre de 1947 se realizó una elección parcial en el distrito de Saarburg.

## Resultados
Los resultados fueron:
| Partido | Partido | Votos     | %     | Escaños mayo | Escaños sept. |
|         | CDU     | 547.875   | 47,19 | 47           | 48            |
|         | SPD     | 398.594   | 34,33 | 34           | 34            |
|         | LP      | 66.347    | 5,71  | 7            | 11            |
|         | SV      | 45.336    | 3,90  | 4            | 11            |
|         | DPRP    | 2.161     | 0,19  |              | 11            |
|         | KPD     | 100.739   | 8,68  | 8            | 8             |
| Total   | Total   | 1.161.052 |       | 100          | 101           |

El distrito de Saarburg fue elegido el 21 de septiembre de 1947 después de la primera elección, ya que en 1946 el distrito se había cerrado, pero había sido afiliado al estado en junio de 1947. En la elección parcial se le dio un escaño adicional a la CDU. El número de escaños del parlamento se elevó entonces de 100 a 101. La elección parcial se incluyó en el resultado anterior.
La Asociación Popular Social (SV), el Partido Liberal (LP) y el Partido Democrático de Renania-Palatinado (DPRP) posteriormente se convertirían en el  Partido Democrático Liberal (FDP), por lo que fue este partido quién finalmente ocupó las 11 bancas obtenidas por los dos primeros partidos en su conjunto en primera estancia.